# Opawica
Opawica (dříve též Opawice, česky Opavice, německy Tropplowitz, slezsky Troplowice) je ves v jižním Polsku, v Opolském vojvodství, v okrese Hlubčice, v gmině Hlubčice, v jihovýchodní části Zlatohorské vrchoviny na řece Opavici.

## Příroda
Vesnice se nachází v přírodním parku (polsky obszar chronionego krajobrazu) Rajón Mokre - Lewice.

## Historie
V roce 1742 byla vesnice (dříve město) rozdělena mezi Rakousko a Prusko. Pruská část je dnes v Polsku. Rakouská část je dnes části obce Opavice města Města Albrechtice v Česku. Vesnice byla kdysi městečkem, o čemž svědčí čtvercové náměstí.

## Památky
- kostel Nejsvětější Trojice postavený v letech 1701-1706

## Významní rodáci
- Henry Mosler (1841–1920) - americký malíř

## Doprava
Ve vesnici se nachází silniční hraniční přechod do Česka Opawica - Město Albrechtice (Celní ulice) pro vozidla do 3,5 tuny.

## Galerie

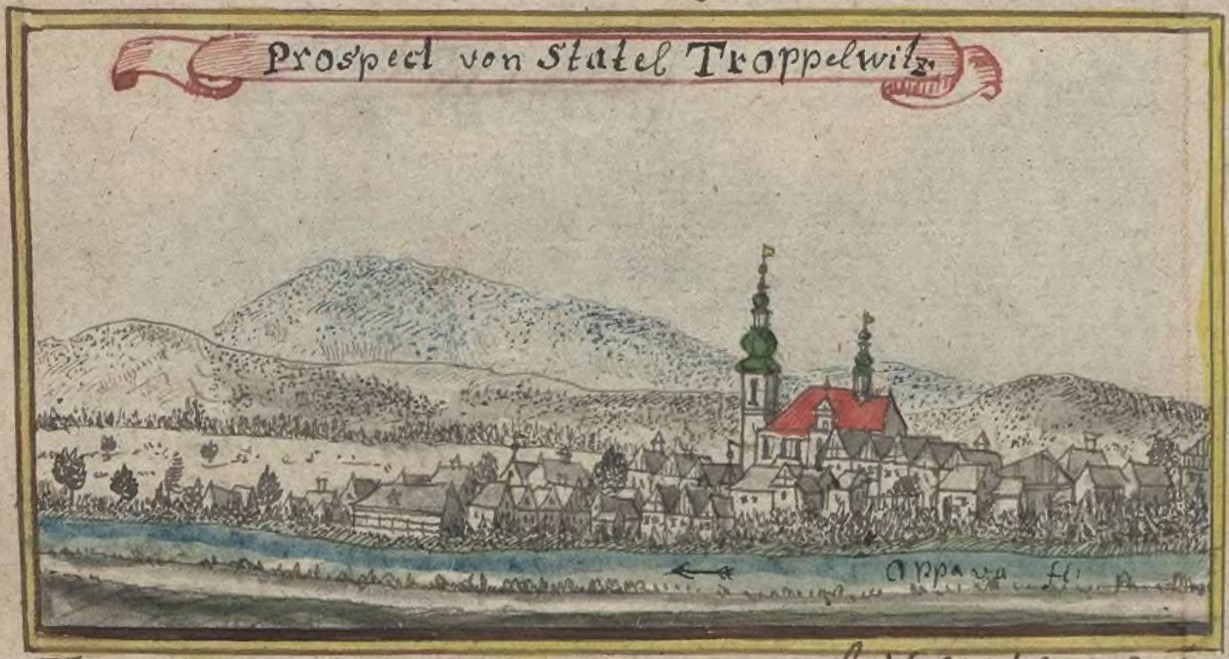
panorama Opavice v 18. století
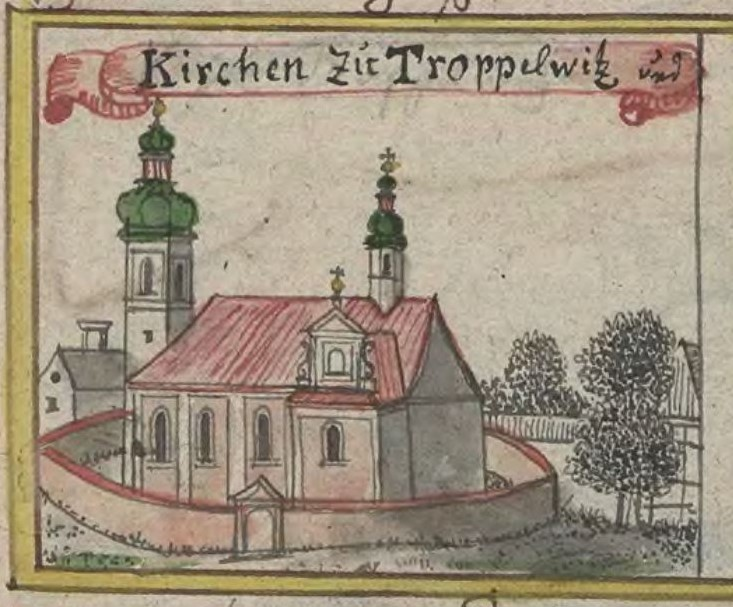
kostel v 18. století
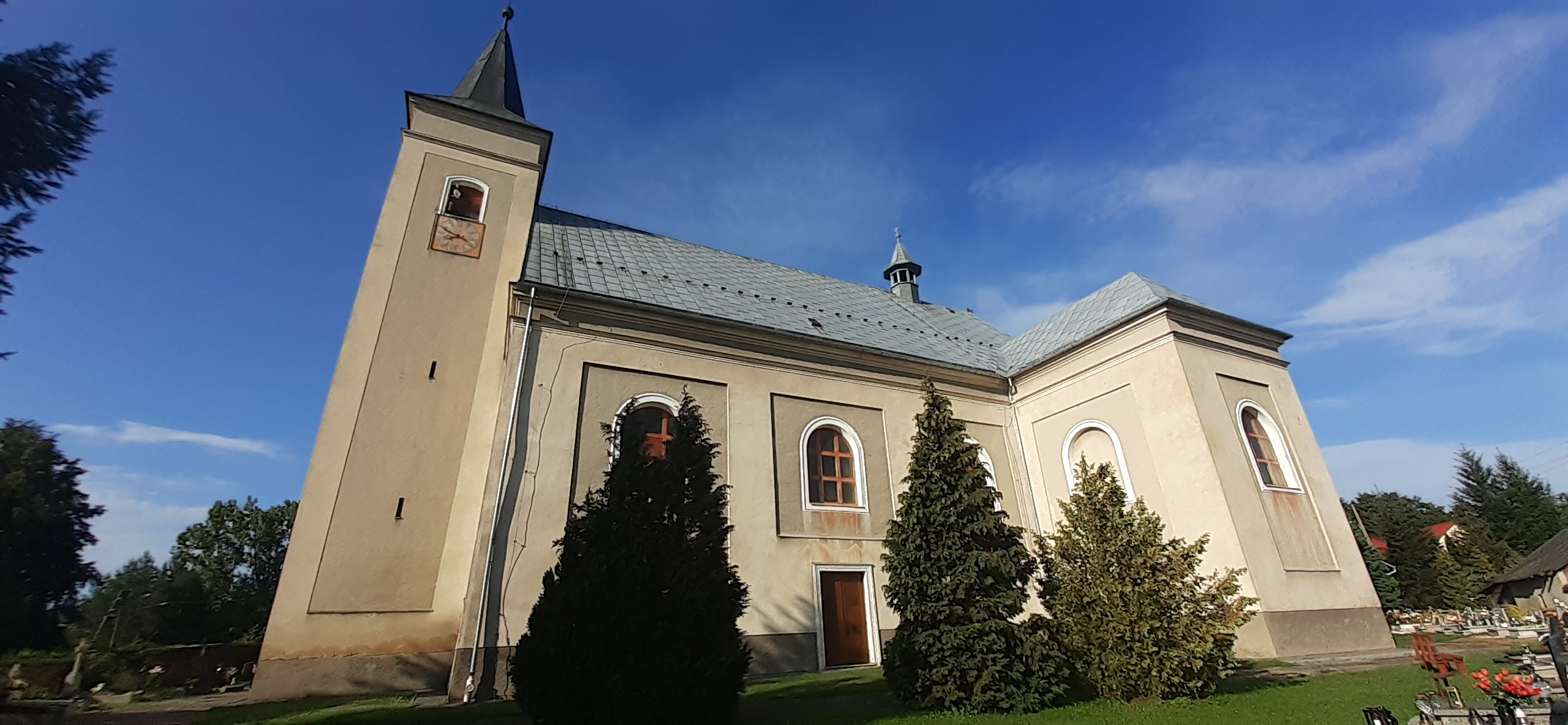
Kostel Nejsvětější Trojice
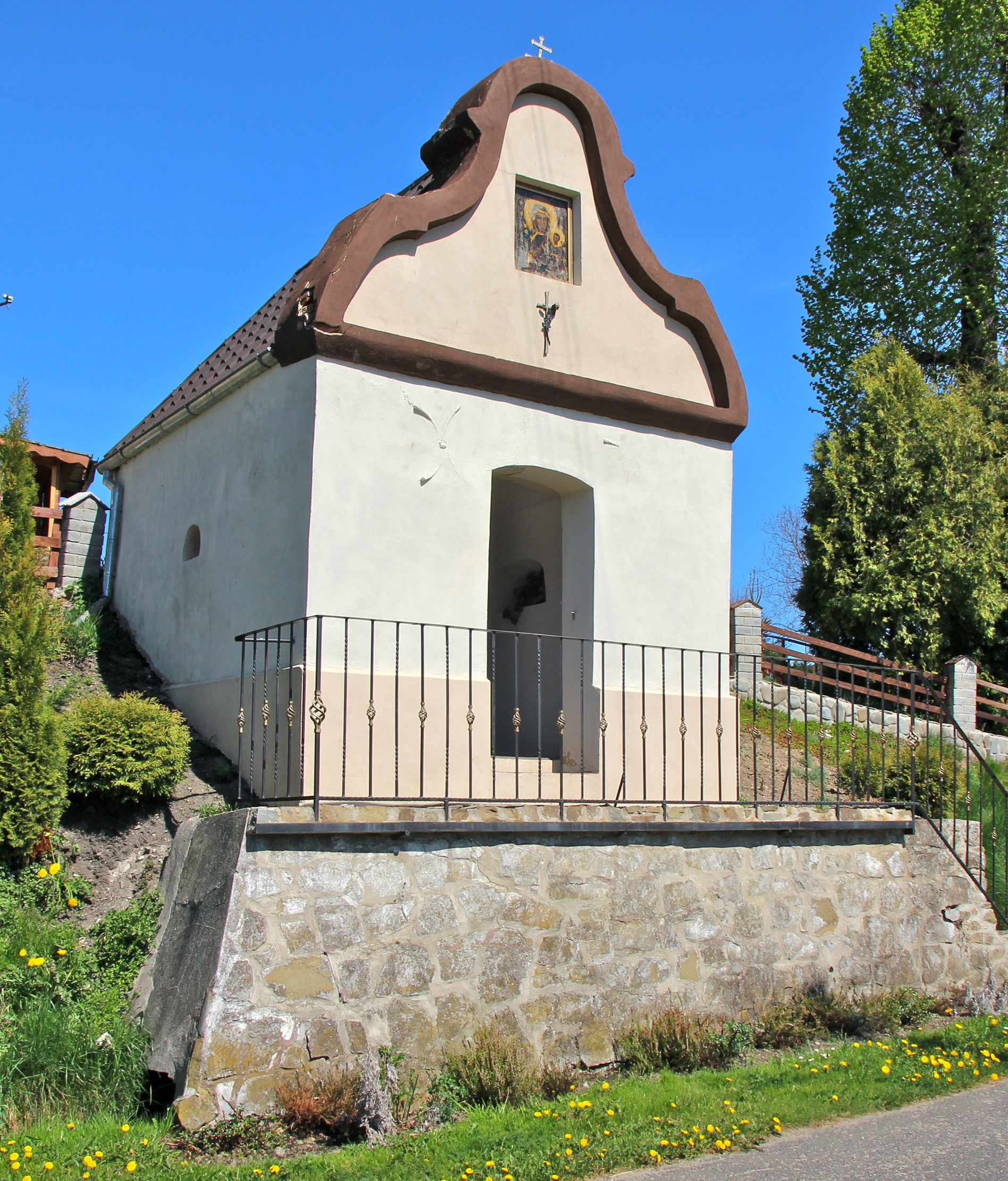
kaple
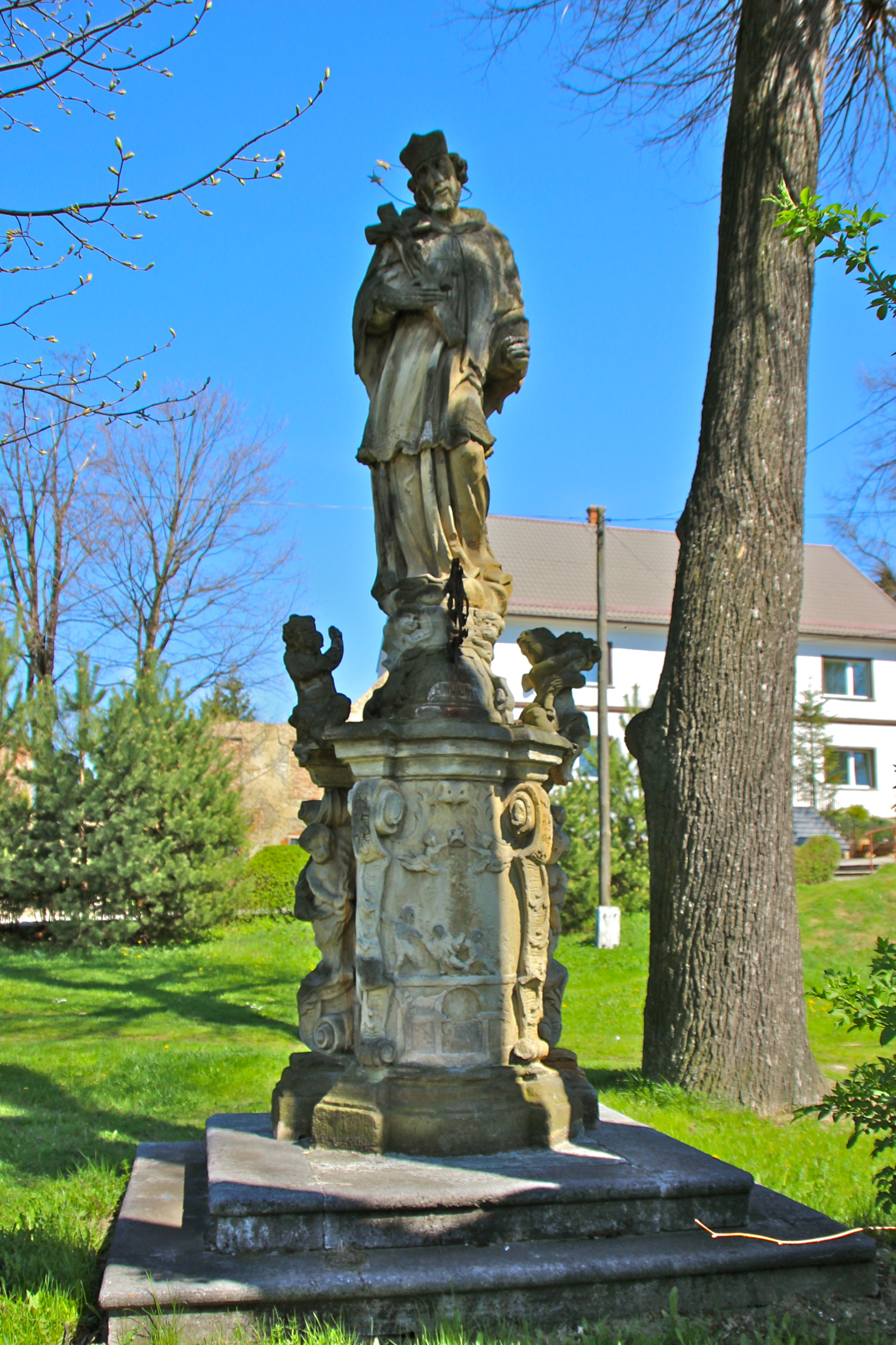
socha sv. Jana Nepomuckého